# Kozlov (Havlíčkův Brod)
Kozlov è un comune della Repubblica Ceca facente parte del distretto di Havlíčkův Brod, nella regione di Vysočina.